# Cieśnina Kunaszyrska
Cieśnina Kunaszyrska (jap. 根室海峡 Nemuro-kaikyō; ros. Кунаширский пролив, Kunaszyrskij proliw) − cieśnina morska oddzielająca rosyjską wyspę Kunaszyr (jap. Kunashiri) w archipelagu Kuryli od półwyspu Shiretoko na japońskiej wyspie Hokkaido.
Od 1945 roku przez środek cieśniny biegnie granica morska pomiędzy obu państwami. Jest traktowana arbitralnie ze względu na brak traktatu pokojowego po zakończeniu II wojny światowej oraz spór terytorialny o kilka wysp archipelagu Kuryli Południowych (jap. Hoppō-ryōdo, tłum. Terytoria Północne). Sytuacja ta tworzy rozbieżności i nieporozumienia w międzynarodowym nazewnictwie geograficznym tego regionu oraz okresowe napięcia w stosunkach dwustronnych. 
Rosyjskie oraz zachodnie mapy i źródła używają nazw Kunaszyrskij proliw i Nemuro dla zwężenia powierzchni wodnej między wyspami Kunaszyr i Hokkaido, od wyjścia cieśniny na Morze Ochockie do połączenia z cieśniną zwaną po rosyjsku proliw Izmieny (jap. Notsuke-suidō), która dzieli obie wyspy na wysokości miasteczka portowego Shibetsu i półwyspu Notsuke oraz południowego wybrzeża wyspy Kunaszyr (wieś Gołownino i półwysep Wiesłowskij). Odcinek ten ma długość 74 km. Szerokość cieśniny wzrasta stopniowo ku północy, od 24 km do 43 km. Podobnie wzrasta głębokość − na południu, w okolicach proliwu Izmieny wynosi 17-20 m, na północy natomiast sięga do 2500 m.
Źródła japońskie określają nazwą Nemuro całe przejście wodne łączące Morze Ochockie i Ocean Spokojny, od przylądka Shiretoko do przylądka Nosappu na półwyspie Nemuro i dzielą je na trzy części:
- północną, łączącą się bezpośrednio z Morzem Ochockim. U wyjścia do tego morza jest ona najszersza (24–43 km) i najgłębsza (ok. 2500 m). Obejmuje obszar wodny pomiędzy japońskim półwyspem Shiretoko a równolegle do niego biegnącym wybrzeżem wyspy Kunaszyr i nosi właściwą japońską nazwę Nemuro i rosyjską Kunaszyrskij proliw. Niektóre mapy (np. mapa Google’a) zaznaczają tę różnicę w nazwie (mając na uwadze granicę), umieszczając nazwę Nemuro jedynie w pobliżu wybrzeża japońskiego, a Kunaszyrskij – rosyjskiego. Po stronie japońskiej nad cieśniną tą znajduje się miasteczko portowe Rausu[6];
- środkową, znacznie węższą (ok. 17 km) i płytszą (średnio ok. 30–40 m oraz liczne płycizny o głębokości zaledwie kilku metrów) nazywa się po japońsku cieśniną lub kanałem Notsuke, a po rosyjsku proliw Izmieny;
- południową, obejmującą otwartą część wód zatoki Nemuro do przylądka Nosappu (na krańcu półwyspu Nemuro) i bardzo wąskiej (3,7 km) cieśniny Goyōmai (ros. proliw Sowietskij)[7], która otwiera się na Pacyfik.

## Nazewnictwo geograficzne
Zbliżona fonetyka nazw w językach japońskim i rosyjskim (np. jap. Kunashiri; ros. Kunaszyr) w regionie Hokkaido i Kuryli Południowych jest wynikiem późnej kolonizacji (dopiero od końca XVIII wieku) tych terenów zarówno przez Japończyków, jak i Rosjan. W obu językach nakładano wymowę własną (w japońskim stosowano ponadto zapis pismem fonetycznym katakana jako słów obcych lub dopasowywano do zapisu znaki kanji w funkcji fonetycznej ateji) na oryginalne nazwy (ajn. Kina-sir, Kunasiru, Kunasir) w języku Ajnów, którzy zamieszkiwali te tereny od tysięcy lat.

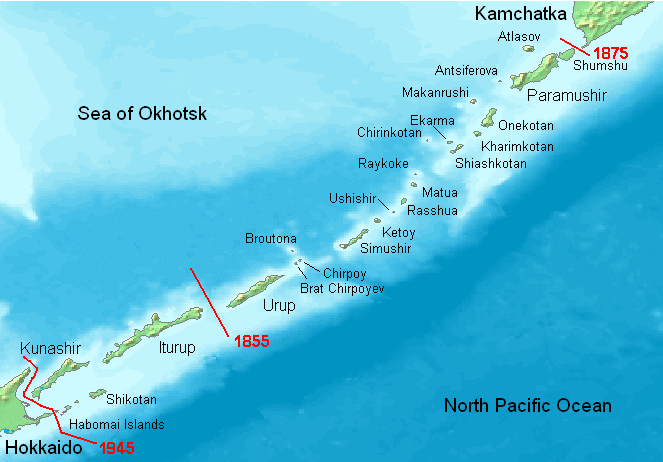
Kuryle – zaznaczona granica obecna z 1945 roku oraz z lat: 1855 (traktat z Shimody), 1875 (traktat z Petersburga)